# Dragos Nicolae Madaras
Dragos Nicolae Madaras rumänisch Dragoș Nicolae Mădăraș (* 12. September 1997 in Deva, Rumänien) ist ein rumänisch-schwedischer Tennisspieler.

## Karriere
Mădăraș spielte bis 2015 auf der ITF Junior Tour. Dort konnte er mit Rang 59 seine höchste Notierung in der Jugend-Rangliste erreichen. Sein einziges Grand-Slam-Turnier der Junioren spielte er 2015, als er bei den French Open im Einzel die erste Runde und im Doppel das Viertelfinale erreichte.
Bei den Profis spielte Mădăraș ab 2015 auf der ITF Future Tour. Hier konnte er im ersten Jahr im Einzel und Doppel direkt ein Finale erreichen und so im Einzel direkt in die Top 1000 der Weltrangliste einziehen. 2016, das Jahr, in dem er erstmals unter schwedischer Flagge antrat, konnte er auf Platz 679 abschließen. Von 2017 bis 2020 stagnierte er in der Rangliste, gewann aber erste Future-Titel. Im Einzel war er 2018 das erste Mal siegreich, während er im Doppel bis Ende 2021 fünf Titel gewann.
Ein Durchbruch gelang Mădăraș 2021, als er sechs Einzel-Future-Endspiele erreichte und fünf davon gewann. Er stieg damit bis auf Rang 393, sein Karrierehoch. Durch zwei weitere Titel 2022 steigerte er sein Best Ranking bis auf Platz 323. Im Doppel war er weniger aktiv, aber steht dort dennoch mit Rang 559 auf seinem Bestwert. Häufiger nahm er ab 2021 auch an Turniere der ATP Challenger Tour teil. In Bukarest und Saint Tropez gelang ihm die Qualifikation und jeweils der Einzug in die zweite Runde. Im Frühjahr 2022 gab er gegen Japan sein Debüt für die schwedische Davis-Cup-Mannschaft, bei dem Schweden trotz seiner beiden Einzel-Niederlagen gewann. 2023 gewann er als erster Spieler zehn Future-Titel in einer Saison. Den Rekord erreichte er bereits im Juli des Jahres. In der Rangliste stieg er damit bis Platz 191 im August 2023.
Kurz darauf wurde er im Rahmen des Antikorruptionsprogramms von der ITIA vorläufig suspendiert. Er wurde im Februar  2024 der Spielmanipulation für schuldig befunden und zu einer Sperre von 4,5 Jahren und einer Geldstrafe von 2.500 Euro verurteilt. Während der Qualifikation zu Wimbledon im Juni 2023 weigerte sich Madaras den Ermittlern der ITIA sein Handy zu überreichen und gab es stattdessen seinem Bruder, der die Anlage verließ. Die ITIA hatte bereits zwischen 2017 und 2020 Fälle der Spielmanipulation von Madaras untersucht, wobei bei einer vorherigen Untersuchung des Handys von Madaras jenes kaum Daten enthielt und vermutlich nicht sein Haupttelefon war. Die Sperre wurde nachträglich auf zwei Jahre reduziert.